# Buntowniczka (singel)
„Buntowniczka” – singel Edyty Bartosiewicz z płyty Wodospady.

## Lista utworów
Opracowano na podstawie materiału źródłowego.
1. „Buntowniczka” (muz., sł. E. Bartosiewicz) 4:45